# Viola lucens
Viola lucens W.Becker – gatunek roślin z rodziny fiołkowatych (Violaceae). Występuje endemicznie Chinach – w prowincjach Fujian, Guangdong, Kuejczou, Hunan i Jiangxi. 

## Morfologia
PokrójBylina dorastająca do 5 cm wysokości, tworzy kłącza i rozłogi.
LiścieBlaszka liściowa ma podługowaty lub podługowato owalny kształt. Mierzy 1–3 cm długości oraz 0,5–1,3 cm szerokości, jest karbowana na brzegu, ma sercowatą nasadę i tępy wierzchołek. Ogonek liściowy jest nagi i ma 2–25 mm długości. Przylistki są lancetowate.
KwiatyPojedyncze, wyrastające z kątów pędów. Mają działki kielicha o lancetowatym kształcie i dorastające do 2–3 mm długości. Płatki są odwrotnie jajowate, mają purpurową barwę oraz 10–11 mm długości, dolny płatek ma łódkowaty, mierzy 9 mm długości, posiada obłą ostrogę o długości 1-2 mm.
OwoceTorebki mierzące 5 mm długości, o jajowatym kształcie.

## Biologia i ekologia
Rośnie na łąkach i skarpach. Występuje na wysokości do 1800 m n.p.m.